# Les Frères Jacques
Pour les articles homonymes, voir Jacques et Frère Jacques.
Ne doit pas être confondu avec Les Compagnons de la chanson.
Les Frères Jacques est un quatuor vocal français, actif de 1946 à 1982, composé d'André Bellec, Georges Bellec, François Soubeyran et Paul Tourenne. Durant son parcours, le groupe atteint un sommet dans l'art de combiner le chant et le mime, et a interprété des chansons de nombreux auteurs, notamment de Prévert et Kosma (Barbara, En sortant de l'école, parmi de nombreuses autres), de Serge Gainsbourg (Le Poinçonneur des Lilas), de Stéphane Golmann (La Marie-Joseph) ou de Ricet Barrier (Eugénie de Beaulieu).

## Biographie

### Formation (1944-1945)
Après la Libération, André et Georges Bellec montent à Paris. Georges retrouve les Beaux-Arts, peint et joue de la trompette avec Claude Luter. André, quant à lui, a de son côté repris son numéro de Pif et Paf et rencontre quelques succès dans les usines. En novembre 1944, il est nommé instructeur d'art dramatique et administrateur à Travail et Culture, situé au 5 rue des Beaux-Arts à Paris. Un beau jour, les deux frères se croisant dans la rue par hasard se parlent de leurs vies difficiles et André évoque le projet de monter un quatuor vocal : le guitariste de jazz et chanteur Teymour Nawab (plus connu sous son nom de guerre Timsy Pimsy et, par ailleurs, neveu du chah d'Iran) se joint alors à eux et Yves Robert est contacté mais a d'autres projets et leur parle de François Soubeyran. La guerre se termine alors et Travail et Culture fournit des émissions aux ondes radiophoniques renaissantes. Pour l'une d'entre elles, le 26 mai 1945, on propose le concours d'un quatuor vocal, qui n'a pas encore de nom : la mode est alors à la parenté (Marx Brothers, Mills Brothers, Andrews Sisters, Dolly Sisters, Sœurs Étienne), pourquoi pas Frères… « Les Frères Jacques », lance un technicien en studio. Le nom rappelle à la fois la chanson enfantine Frère Jacques, et « faire le jacques, faire le pitre, c'est ce qu'on voulait faire en montant des chansons. »

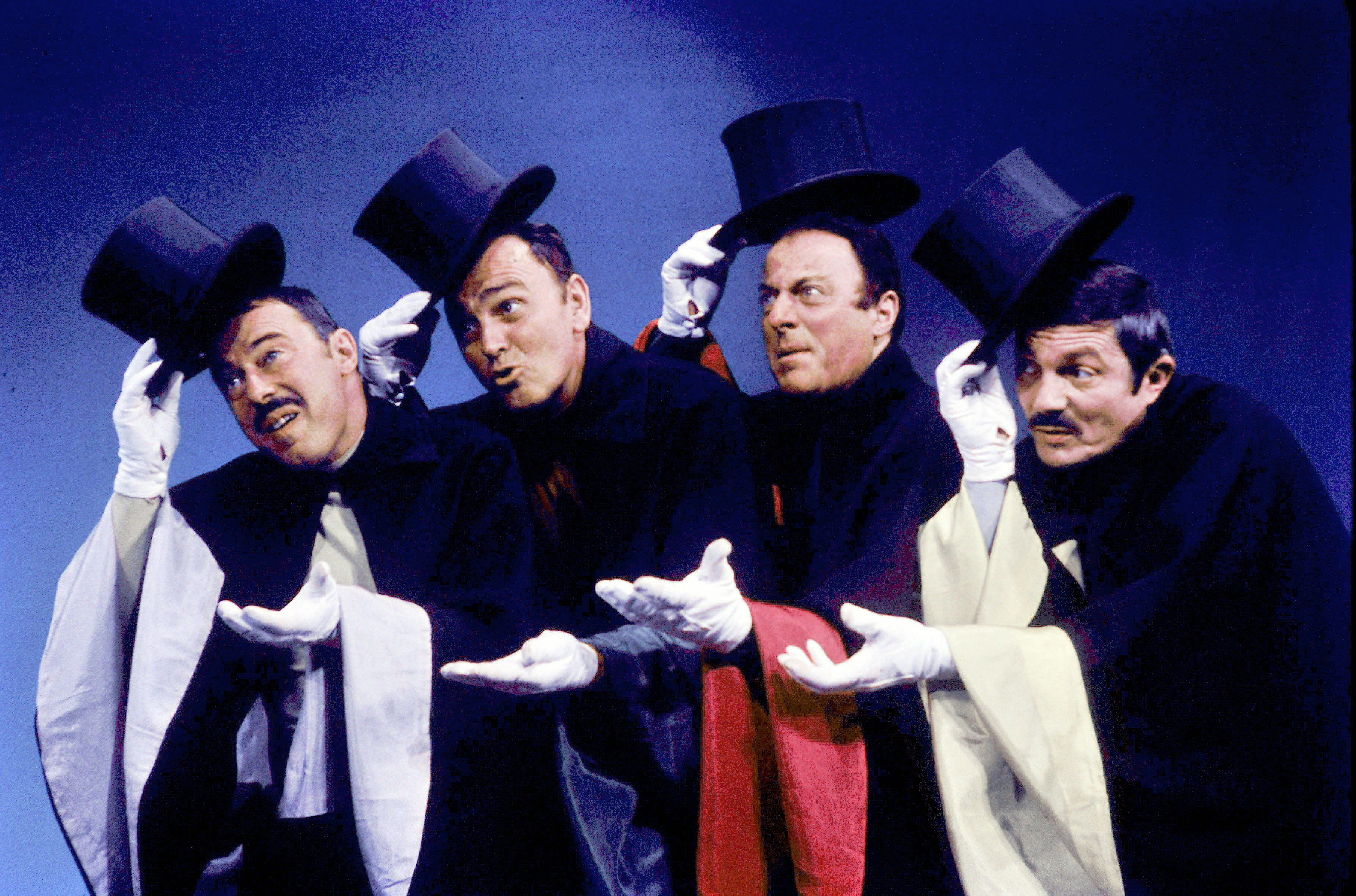
Les Frères Jacques en 1968, interprétant Le Fric.

À l'écoute de l'émission, Maurice Jacquemont, directeur du Studio des Champs-Élysées et de la Comédie des Champs-Élysées, les remarque. Il est également l'auteur et le metteur en scène d'une pièce couverte d'éloges, Les Gueux au paradis, qui comporte des interventions chantées par les Compagnons de Route (qui ne s’appellent pas encore Les Quatre Barbus) qui souhaitent prendre des vacances. Après une audition, les Frères Jacques sont engagés, tandis que la pièce passe du Studio à la grande salle de la Comédie. Mais Georges Bellec et Teymour Nawab partent en tournée avec un orchestre. À Travail et Culture, Paul Tourenne est recommandé à André Bellec et le quatrième est ponctuellement Gustave Gras (membre de la chorale de TEC). Le 14 juillet 1945, les Frères Jacques apparaissent pour la première fois en public, lors d'un gala radiodiffusé depuis les jardins du Palais-Royal. Le 1er août, ils font leur entrée à la Comédie des Champs-Élysées et confirment leur succès radiophonique. Et lors d'une soirée, ils rencontrent Francis Blanche, qui va bientôt contribuer à la qualité de leur répertoire avec Sœur Marie-Louise (1948), Jour de colère (1952), Général à vendre (1954), La Truite (1955), Gros Jean comme devant (1958) ainsi que l'opérette La Belle Arabelle.
Leur tout premier répertoire est choisi parmi des chansons du folklore, des negro spirituals et des chants religieux. La chanson Place de la Concorde (texte de Jean Tardieu, musique de Maurice Thiriet) figure également à leur répertoire. Ils sont influencés par des artistes de leur jeunesse (les Revellers, les Comedian Harmonists, le duo Gilles et Julien) ou la chanson réaliste du début du XXe siècle, dont ils perçoivent les possibilités de mises en scène humoristiques.

« En 1945, nous étions motivés par le désir de chanter tout ce qui pouvait être déjà harmonisé à quatre voix égales en partant de chansons de route, de feux de camp, de folklore, en passant par l'humour, la poésie, le negro spiritual, la chanson d'église et même celles des étudiants en médecine. Nos premiers auteurs, tels que Francis Blanche, Gilles, Raymond Queneau et les compositeurs Francis Poulenc, Claude Arrieu, Maurice Thiriet et Pierre Philippe nous ont ouvert la voie au style que nous ressentions et qui s'est concrétisé définitivement avec l'apport du costume de Jean-Denis Malclès[réf. nécessaire]. »

À la rentrée, les Compagnons de Route reprennent leur rôle dans Les Gueux. En septembre, Léon Chancerel, qui a imaginé le « théâtre de la ville et des champs », propose aux Frères Jacques une tournée de deux mois en Alsace libérée, avec leur tour de chant, ainsi que la pièce Le Médecin malgré lui. Georges Bellec est revenu et le quatuor répète à cinq (avec Teymour Nawab). Fin novembre, ils sont de retour à Paris, sans contrat, mais continuent à répéter. À cette époque, ils chantent même une messe de minuit à Offenbourg, en Allemagne. Ils cherchent leur style et leur répertoire : « Sur le plan musical, on était très inspirés par les quatuors américains. On était influencés par les Mills Brothers, le Golden Gate Quartet… On voulait chanter comme eux. Dès qu'on a trouvé notre voie chez Grenier-Hussenot, on a su que c'était comme ça qu'il fallait travailler. »

### Rencontre de Philippe et Malclès (1946-1965)
Début janvier 1946, Jean-Pierre Grenier, Olivier Hussenot et Yves Robert invitent les Frères Jacques à se joindre à la compagnie qu'ils viennent de créer pour préparer un spectacle composé de Parade pour rire et pour pleurer, et d'un burlesque (Orion le tueur). La première a lieu le 4 février 1946. Ils y insèrent l'une de leurs chansons, L'Entrecôte, parodie d'un mélodrame 1900, que Georges Bellec a apporté des Beaux-Arts. Ils répètent alors sous la direction de Pierre Philippe, pianiste et compositeur, tandis que le décorateur Jean-Denis Malclès leur confectionne leur premier costume avec collants, l'idée des gants blancs venant de Georges Bellec.
Jusqu'à présent — mis à part le temps du passage de Teymour Nawab qui les accompagnait à la guitare —, les Frères Jacques ont chanté a cappella, puis avec le pianiste Pierre Cazenave (compagnon de Georges Bellec au Hot Club de Bordeaux). Mais il leur manque une musicalité propre, un style et une rigueur dans le travail. C'est un cinquième membre qui va les leur fournir. Le pianiste Pierre Philippe les juge d'abord sévèrement, mais il sait les faire travailler et est satisfait du résultat. Ainsi devient-il le pianiste du quatuor. Pierre Philippe sera leur pianiste durant vingt ans, sans la moindre défection, jusqu'en décembre 1965.
Le 1er mai 1946, un gala des Frères Jacques à La Baule remporte un immense succès. Puis ils remplacent à nouveau les Quatre Barbus et s'acharnent sur L'Entrecôte, cherchant devant une glace des heures durant les mimiques qui animeront la chanson. Le quatuor s'oriente alors définitivement vers la chanson « jouée », dans laquelle paroles et musique ne peuvent se passer de mise en scène. « On a toujours mis nos chansons en scène tout seuls, même les opérettes comme Les Pieds-Nickelés ou La Belle Arabelle. On s'enfermait dans une pièce, il fallait que l'on soit vraiment tous les quatre, seuls. » Leur premier répertoire ne craint pas de s'attaquer à de grands succès, qu'ils revoient à leur manière (L'Homme du trapèze volant qu'ils interprètent dans Parade), auxquels ils ajoutent des chansons nouvelles ou inconnues et dont ils vont faire des classiques (Le Général Castagnetas).
Ils enchaînent alors les représentations de Parade et d'Orion le tueur. Ils donnent quelques représentations en province et à Paris. La compagnie Grenier-Hussenot est alors couronnée d'un Prix spécial des jeunes compagnies. Agnès Capri leur offre son théâtre, la Gaîté Montparnasse, pour la véritable création de Parade/Orion le tueur, le 25 juin 1946. En septembre, les Frères Jacques chantent au Bœuf sur le toit avec Agnès Capri : le tour de chant n'est pas au point et l'accompagnement de Pierre Cazenave ne les soutient guère, au contraire. Ils retrouvent avec plaisir la sécurité du piano de Pierre Philippe pour un abrégé de La Parade à l'ABC. Puis ils effectuent leurs premières vraies tournées en province et en Suisse. En octobre, l'ABC réclame une version condensée de Orion, et le Bœuf sur le toit un 2e passage en décembre. Ils commandent de nouveaux collants. Et, fin 1946, la rupture avec Pierre Cazenave est consommée ; Pierre Philippe fait définitivement partie du groupe. Tandis que, visuellement, c'est le décorateur Jean-Denis Malclès qui leur confectionne les costumes et accessoires : il les moule dans des collants, des justaucorps et des gants blancs, et complète leur silhouette par des chapeaux et moustaches divers (c'est également lui qui conçoit le décor). Ces éléments varieront peu par la suite. Le 31 décembre 1946, les Frères Jacques animent le réveillon du Cité-Club, situé près du parc Monceau, et étrennent pour l'occasion leurs nouvelles tenues, avec un gilet de couleur dont les pointes viennent recouvrir le collant uniformément noir, et qui ne les quittera plus : Georges Bellec en jaune, Paul Tourenne en bleu-gris clair, André Bellec en vert et François Soubeyran en rouge.
Leur premier 78 tours sort en 1948. Les engagements abondent, mais c'est quand ils rencontrent l'agent artistique Jacques Canetti qu'ils entrent véritablement dans la lumière. C'est lui qui leur obtient les textes de Jacques Prévert — sceptique au départ — et les musiques de Joseph Kosma, qu'ils enregistrent et que la radio fait connaître au-delà de la sphère parisienne. Avec L'Inventaire, ils obtiennent même le Grand Prix du disque à deux reprises (en 1950 et en 1958). Ils ont également chanté avec Édith Piaf et Brigitte Bardot.
En 1950, leur ami le photographe Pierre Jahan prend de nombreux clichés des quatre comédiens alors qu'ils séjournaient dans un château prêté par un admirateur pour s'y reposer et préparer de nouvelles tournées. Il en publiera trois dans Objectif (Marval, 1994, pp. 63 et 64). En avril 1959, à l'ambassade d'Angleterre, en présence de la reine mère et de sa fille la princesse Margaret, après le dîner est donné un spectacle des Frères Jacques. Selon Jean Cocteau : "une chanson sur les pasteurs anglais ivres de beaujolais ne tombait pas à pic". La chanson s'appelle Les Pasteurs.
En 1965, Pierre Philippe est remplacé au piano par Hubert Degex.

### Dernières années (1966-1982)
Les Frères Jacques donnent leur dernier récital le 3 janvier 1982 au Théâtre de l'Ouest parisien. Chacun des membres du quatuor se retire alors pour vaquer à ses occupations. Le 14 juin 1995, le pianiste Pierre Philippe, qui a accompagné le quatuor vocal de son début à 1965, meurt à Saint-Bouize. Un hommage est rendu aux Frères Jacques au Casino de Paris les 12 et 13 janvier 1996, à l'occasion du cinquantième anniversaire de leur création, en présence de nombreux artistes. 5 000 spectateurs assistent à ces concerts, mais aucune télévision n'y est présente[réf. nécessaire].
Le 30 mai 2002, Jean-Denis Malclès, créateur de leurs costumes de scène, meurt à Paris. Le 21 octobre suivant, François Soubeyran décède à Montélimar. André Bellec meurt le 3 octobre 2008 à Pontpoint. Georges Bellec décède le 13 décembre 2012 à Senlis. Enfin, Paul Tourenne disparaît le 20 novembre 2016 à Montréal au Canada. Le 6 novembre 2021, Hubert Degex, pianiste du quatuor de 1965 à 1982, décède à 92 ans.
La Bibliothèque historique de la ville de Paris possède un fonds sur les Frères Jacques, qui comprend des costumes de scène, des partitions musicales manuscrites et imprimées, des enregistrements sonores commerciaux et inédits, des programmes, des affiches, des dessins, des coupures de presse et de la correspondance. Cette collection a appartenu à Paul Tourenne[réf. souhaitée].

## Style musical
Leur répertoire comporte des chansons traditionnelles, des chansons humoristiques (Chanson sans calcium, La confiture ou Le général Castagnetas avec des paroles de Marcel Dabadie, le père de Jean-Loup), des fantaisies sur une musique classique (la Truite de Franz Schubert, sur un texte de Francis Blanche), de la pure poésie (Jacques Prévert, Raymond Queneau, Boris Vian, Bernard Dimey), des textes grinçants (Les Bonnes, satire antibourgeoise), des chansons tristes à pleurer et de philosophie de rue, ainsi que des chansons paillardes (La Digue du cul).

## Membres
- André Bellec (1914-2008), le fondateur, en justaucorps vert.
- Georges Bellec (1918-2012), le « comique » et le plus petit, en justaucorps jaune.
- François Soubeyran (1919-2002), le poète et le plus grand, en justaucorps rouge.
- Paul Tourenne (1923-2016), le premier ténor et le photographe, en justaucorps bleu ; il tenait les rôles de fille au besoin

### Membres additionnels
- Pierre Philippe (1909-1995), pianiste qui les accompagne pendant vingt ans, jusqu'en décembre 1965
- Hubert Degex (1929-2021), pianiste à leurs côtés de décembre 1965 à 1982
- Jean-Denis Malclès (1912-2002), décorateur de théâtre, créateur de leurs fameux costumes

### André et Georges Bellec
André, né le 12 février 1914, et Georges Bellec, né le 18 mars 1918, sont deux frères, tous deux nés à Saint-Nazaire. Ils passent leur enfance et leur adolescence dans le Marais breton (en Vendée). En 1933, la famille s'installe à Bordeaux. Après son baccalauréat, André entame une licence en droit et s'inscrit en parallèle au conservatoire de Bordeaux, y obtient un deuxième accessit de comédie et s'intègre à une compagnie. Georges, quant à lui, est un boute-en-train, il chante des chansons grivoises et il dessine. Il s'oriente vers l'École des beaux-arts de Bordeaux. Étant beaucoup plus orienté vers le jazz, il abandonne le violon pour le cornet à pistons.
À l'arrivée de la guerre, André est mobilisé au théâtre des armées de Saumur. Georges, malade, est réformé : il fréquente alors le Hot Club de Bordeaux et, après une exposition de peinture, rejoint Paris en 1942, où il s'inscrit aux Beaux-Arts et rallie le Hot Club de France où il côtoie Claude Abadie, Boris Vian, joue avec Claude Luter, Django Reinhardt… Mais, menacé par le STO, il retourne à Bordeaux où il retrouve André. Démobilisé, celui-ci a été nommé « chargé de l'éducation artistique en région Pyrénées-Gascogne » à Toulouse. Il endosse alors l'uniforme des chantiers de jeunesse, où il apprend beaucoup auprès de Léon Chancerel et ses Comédiens Routiers, et où il enseigne. Il joue avec un camarade un numéro, Paf et Pif, et propose à son frère Georges de devenir Pouf et son adjoint aux Chantiers. Ainsi se forme un premier groupe vocal. Mais Georges démissionne et se réfugie avec ses parents à Clisson (en Loire-Atlantique). André, renvoyé à son tour, rejoint la famille, où leurs hôtes ont deux filles qui chantent, et avec lesquelles ils forment un quatuor vocal. Puis vient la Libération et chacun se disperse.

### François Soubeyran
François Soubeyran, né le 22 août 1919 à Dieulefit (Drôme), vit dans la maison familiale, une ancienne poterie qui est ouverte et accueille d'étranges personnages venus de partout, dont une demoiselle ayant formé un chœur mixte dans lequel chante François. Il fait ses études à Montélimar et Grenoble, obtient son baccalauréat, effectue son service militaire, mobilisation puis débâcle, et retour à Dieulefit.
Vers Noël 1944, une lettre d'Emmanuel Mounier (connu pendant la Résistance) annonce une place à Travail et Culture (TEC). L'association TEC est un « capharnaüm effrayant » dans lequel tout le monde se côtoie et s'agite (Paul Tourenne y est distributeur de billets de théâtre). François y rencontre un autre errant qui devient son grand ami, Yves Robert. François chante en duo avec lui, « progresse dans la connaissance du théâtre », sans enthousiasme, et essaie de se mettre à la poterie (qui est l'artisanat principal de sa ville natale, Dieulefit). Yves Robert, qui joue aux Bouffes-du-Nord, part en tournée et laisse son rôle à François.

### Paul Tourenne
Paul Tourenne (né le 25 février 1923 à Paris) entre en 1937 aux PTT, ce qui ne l'empêche pas de cultiver son amour de la musique, étoffé de pipeaux, d'harmonicas et autres guitares hawaïennes puis violon. Il s'essaie à chanter, harmonise. Avec trois sœurs — comme lui pionnières du camping —, il forme un quatuor vocal qui captive les amis du camp le samedi soir. Paul rêve d'une carrière de professeur de chant.
Lorsque la guerre éclate, Paul devient moniteur de la colonie de vacances des enfants de la radio, dans l'Aubrac, avec lesquels il forme une chorale. Ils reçoivent des visites, dont celle du chef d'orchestre Paul Kast : il est alors propulsé au service artistique de la radio pour former une chorale enfantine. À tout juste 21 ans, Paul Tourenne est maintenant jeune régisseur à la Radiodiffusion nationale. Il fuit lui aussi le STO et se retrouve à Limoges. À la Libération, il retourne à Paris au service artistique de la Radiodiffusion française. Puis il devient responsable de la billetterie et de la « propagande » au sein de Travail et Culture.

## Discographie
Il a existé quelques disques souples dont les traces ont été conservées et rééditées en CD dans les anthologies CD Rym Musique de 1996 et 2005.

### 78 tours
- 1947 : Les Quatre Jules, réf. : 8 disques Chansons d'étudiants, 13 chansons
- 1949 : 2 titres, réf. : BAM V 501 : 1. Mon ami m'a donné - 2. L'entrecôte, 9 juin 1949
- 1949 : 2 titres, réf. : BAM V 502 : 1. Rose blanche (Rue Saint-Vincent) - 2. Ballade des places, 9 juin 1949
- 1949 : 2 titres, réf. : BAM V 503 : Son nombril (chanson sur deux faces), 9 juin 1949
- 1949 : 3 titres, réf. : Polydor 560 172 : 1. Et la fête continue - 2. Le gardien de phare aime trop les oiseaux - 3. Le miroir brisé, 28 septembre 1949 et 3 octobre 1949
- 1949 : 2 titres, réf. : Polydor 560 173 : 1. En sortant de l'école - 2. L'orgue de Barbarie, 28 septembre 1949 et 5 octobre 1949
- 1949 : 2 titres, réf. : Polydor 560 174 : 1. Barbara - 2. Inventaire, 26 octobre 1949 et 28 septembre 1949
- 1949 : 2 titres, réf. : Polydor 560 175 : 1. Deux escargots s'en vont à l'enterrement - 2. La pêche à la baleine, octobre 1949 et 18 octobre 1949
- 1950 : Bande originale du film Les Pieds nickelés, réf. : Polydor 560 214 1. C'est nous qui sommes les Pieds-Nickelés (17 février 1950) - 2. La fanfare Tyrolienne (17 février 1950)
- 1950 : 2 titres, réf. : Polydor 560 263 : 1. Si tu t'imagines - 2. Quelqu'un, 2 novembre 1950
- 1950 : Bande originale du film La Rose rouge, réf. : Polydor 560 264 : 1. La gavotte des bâtons blancs - 2. Général Castagnetas, 2 novembre 1950
- 1951 : 2 titres, réf. : Polydor 560 276 : 1. Complainte mécanique - 2. Le bateau-lavoir, 1950 et 1951
- 1951 : Bande originale du film Souvenirs perdus, réf. : Polydor 560 289 : 1. Compagnons des mauvais jours - 2. Tournesol, 20 décembre 1950 et 12 décembre 1950
- 1951 : 2 titres, réf. : Polydor 560 344 : 1. L'épervier - 2. Les Halles de Paris
- 1952 : 2 titres, réf. : Polydor 560 381 : 1. En ce temps-là - 2. Papa peint dans les bois (de Charles Trenet)
- 1952 : 2 titres, réf. : Polydor 560 419 : Petite fable sans morgue (La complainte des petits cabinets) I et II
- 1953 : 2 titres, réf. : Polydor 560 434 : 1. Jour de colère - 2. La queue du chat (paroles et musique de Robert Marcy)
- 1953 : 2 titres, réf. : Polydor 560 435 : 1. La Saint-Médard - 2. Voilà les footballeurs
- 1953 : 2 titres, réf. : Polydor 560 450 : 1. Barbarie - 2. Monsieur William (paroles de Jean-Roger Caussimon et musique de Léo Ferré)
- 1953 : 2 titres, réf. : Polydor 560 451 : 1. Chanson pour un jour de pluie - 2. Page d'écriture, 19 mars 1953

### 45 tours
- 1956 : L'entrecôte (enreg. 1949), réf. : Super 45 Tours BAM EX 209 1. L'entrecôte - 2. Mon ami m'a donné une fleur - 3. Rose blanche (Rue Saint-Vincent) - 4. De place en place.
- 1954 (1e série) : La Saint-Médard, réf. : Super 45 Tours Polydor 576 002 ou Philips 432 062 (réédition 1956)
- 1955 (2e série) : La pendule, réf. : Super 45 Tours Polydor 576 014 ou Philips 432 063 (réédition 1956)
- 1956 (3e série) : Le bateau-lavoir (enreg. 1950-1954), réf. : Super 45 Tours Philips 432 064 1. Le bateau-lavoir - 2. Petite fable sans morgue (La complainte des petits cabinets) - 3. C'était un mérovingien : 4. Monsieur William.
- 1956 (4e série) : La Marie-Joseph, réf. : Super 45 Tours Philips 432 109 BE 1. La Marie-Joseph (de Stéphane Golmann) - 2. Le cirque - 3. La violoncelliste - 4. Chanson pour les enfants de l'hiver.
- 1956 (5e série) : La truite, réf. : Super 45 Tours Philips 432 110 1. La truite - 2. La souris d'Angleterre - 3. Le tango interminable des perceurs de coffre-forts (de Boris Vian) - 4. Le résumé de la situation.
- 1956 (6e série) : La belle Arabelle, réf. : Super 45 Tours Philips 432 138 1. La colle au pinceau - 2. La belle Arabelle - 3. J'emmène les gendarmes - 4. Les boîtes à musique - 5. Les barons de Ballancourt.
- 1956 (7e série) : Les athlètes de la chanson, réf. : Super 45 Tours Philips 432 183 1. Vas-y papa - 2. Elle faisait du strip-tease (Trois cœurs) - 3. La demoiselle de bas étage - 4. Allumett'polka.
- 1958 (8e série) : Le poinçonneur des Lilas, réf. : Super 45 Tours Philips 432 267 ou E1E 9143 1. Le poinçonneur des Lilas - 2. Faut tout ça - 3. Sha, sha, persan - 4. Bain, amour, etc
- 1958 (9e série) : Quatre chansons de Ricet Barrier, réf. : Super 45 Tours Philips 432.308 BE 1. Dolly 25 2. Les pasteurs - 3. Eugénie de Beaulieu - 4. Les clochards.
- 1961 (10e série) : Stanislas, réf. : Super 45 Tours Philips 432.568 BE 1. Rendez-vous (Stanislas) - 2. Les catcheurs - 3. Anthropophagiquement vôtre - 4. L'amour en dix-neuf ponts.
- 1961 (11e série) : Le petit homard, réf. : Super 45 Tours Philips 432.599 BE 1. Le petit homard - 2. Au bal des gens de maison - 3. Don Léon - 4. Le concours Lépine.
- 1962 ? : 2 titres, réf. : Simple 45 Tours Philips 372 888 1. Don Léon - 2. Guignol polka.
- 1962 ? : 2 titres, réf. : Simple 45 Tours Philips 372 919 1. L'amour en dix-neuf ponts - 2. Les catcheurs.
- 1963 (12e série) : Barbara, réf. : Super 45 Tours Philips 432.954 BE 1. Barbara - 2. Et la fête continue - 3. Inventaire - 4. Deux escargots s'en vont à l'enterrement.
- 1964 (13e série) : Les barbouzes, réf. : Super 45 Tours Philips 434.941 BE 1. Les barbouzes - 2. Les mordus - 3. Patinage - 4. Les quatre jupons.
- 1967 : Marie-Scandale, réf. : Super 45 Tours Philips 437.314 BE 1. Marie-scandale - 2. L'étrange concert - 3. Nos quatre cents coups - 4. Béton armé.
- 1969 : Bon Dieu où est ce peloton ?, réf. : Super 45 Tours Festival FX 1588 1. Bon Dieu où est ce peloton ? - 2. La chanson de la vie - 3. Westkapelle - 4. Il ne reste plus que la butte.
- 1970 : En sortant de l'école, réf. : Super 45 Tours PPN 4196
- 1970 : Va chercher de l'or, réf. : Simple 45 Tours Festival SPX 144 1. Va chercher de l'or - 2. Les roses d'Hélène.
- 1975 : La ceinture, réf. : Simple 45 Tours Arion ARN 21.027 1. La ceinture - 2. Les pompistes.

### LP 25 cm 33 tours
- 1951 : Les Frères Jacques chantent leurs derniers succès, 1re série (enreg. 1949), réf. : LP 25 cm 33 Tours Polydor 530.003 ou Philips 76.057 (réédition 1956)
- 1952 : Bateau lavoir, 2e série (enreg. 1950-1952), réf. : LP 25 cm 33 Tours Polydor 530.013 ou Philips 76.058 (réédition 1956)
- 1953 : La Saint-Médard, 3e série (enreg. 1950-1953), réf. : LP 25 cm 33 Tours Polydor 530.022 ou Philips 76.059 (réédition 1956)
- 1954 : Général à vendre, 4e série LP 25 cm 33 Tours Polydor 530.030 ou Philips 76.060 (réédition 1956)
- 1954 : Exercices de style de Raymond Queneau, participation avec Yves Robert, LP 25 cm 33 Tours Philips 76.033
- 1960 : 10 chansons de Jacques Prévert, 7e série LP 25 cm 33 Tours Philips 76.491
- 1961 : Les catcheurs, 8e série, réf. : LP 25 cm 33 Tours Philips 76.527 (juin 1961)

### LP 30 cm 33 tours
- 1955 : Récital à la Comédie des Champs-Élysées, réf. : LP 30 cm 33 Tours Philips 77.303 L
- 1957 : Les Frères Jacques chantent Jacques Prévert, réf. : LP 30 cm 33 Tours Philips Réalités V1 / 77 451 ou 77 930 (réédition 1964) ou 6444 016 (réédition 1968) ou 6444 571 ou 9101 290 (réédition stéréo) ou K7 7102 822.
- 1958 : Tous les succès du récital à la Comédie des Champs-Élysées, réf. : LP 33 Tours 30 cm Philips B 77.317 L (mono) (no 6) ou 840.500 BY (stéréo)
- 1962 : Récital 62, réf. : LP 30 cm 33 Tours Philips Réalités V 43 AA 77. 478 1L (récital en public d'avril 1962, enregistré à la Comédie des Champs-Élysées). Disque tiré à 5000 exemplaires numérotés & 200 exemplaires hors commerce numérotés de I à CC.
- 1963 : Le bourgeois gentilhomme, réf. : 3 LPs 30 cm 33 Tours Hachette 320 E 842/43/44. (22, 23 et 24 février 1962)
- 1964 : Les Frères Jacques rencontrent La Fontaine, réf. : LP 30 cm 33 Tours Philips 77.938 ou HC 29-165. (septembre 1964)
- 1964 : Le malade imaginaire, réf. : 3 LPs 30 cm 33 Tours Hachette 320 E 856/57/58. (enregistré les 25, 25 et 29 février 1964)
- 1964 : À la Comédie des Champs-Élysées, réf. : LP 30 cm 33 Tours Philips 77.716 (no 7). (novembre 1964)
- 1965 : Chansons roides et vigoureuses, réf. : LP 30 cm 33 Tours Fol-Clo-Riche FOL 0001 ou Philips 6325 178 (réédition 1974) ou 6325 339 (réédition 1975)
- 1966 : Chansons vécues, réf. : LP 30 cm 33 Tours Philips 70.374 ou 844.844 (réédition 1968). (octobre 1966) (comprend Le Moineau de Paris de Bénech et Dumont)
- 1967 : Le Médecin malgré lui, réf. : 2 LPs 30 cm 33 Tours Hachette 320 E 876/77. (décembre 1966)
- 1968 : Ah ! Si mon moine voulait danser, réf. : LP 30 cm 33 Tours Philips 844 836. (avril 1968)
- 1968 : La Saint-Médard (enreg. 1949-1958, compilation 1968), réf. : LP 33 Tours 30 cm Philips 844 785 BY ou Philips 6332 171 (réédition 1973).
- 1968 : La Marie-Joseph, réf. : LP 33 Tours 30 cm Philips 844 786 ou 6332 172 (réédition 1973)
- 1968 : Les catcheurs (enreg. 1957-1961, compilation 1968), réf. : LP 33 Tours 30 cm Philips 844 787 BY
- 1968 : Chansons sans calcium, réf. : LP 33 Tours 30 cm Philips 844 788 ou 6332 173 (réédition 1973) - récital au théâtre Fontaine à Paris.
- 1968 : C'que c'est beau la photographie, réf. : LP 33 Tours 30 cm Fontana 6444 049 (compilation d'enregistrements de 1956 à 1968)
- 1968 : Grands succès (compilation d'enregistrements de 1948 à 1968), réf. : 2 LPs 33 Tours 30 cm Philips 6680 303 PG 250
- 1968 : C'que c'est beau la photographie (enreg. 1951-1968), réf. : 2 LPs 33 Tours 30 cm Philips 6683 003
- 1970 (vers...) : 12 titres (compilation d'enregistrements de 1949 à 1968), réf. : LP 33 Tours 30 cm Impact 6886 131
- 1973 : La confiture, réf. : LP 33 Tours 30 cm Arion ARN 34.194 1. La confiture - 2. La première fois - 3. Les enfants - 4. Les tics - 5. La jolie foire - 6. Patrick l'irlandais - 7. Frédo - 8. Les cosmiques troupiers - 9. La branche - 10. La fanfare. (juin 1973)
- 1975 : Les fesses, réf. : LP 33 Tours 30 cm Arion ARN 33.291 1. La ceinture - 2. La marchande de poisson - 3. Monsieur le petit, le chasseur - 4. Mobile - 5. Il fait beau - 6. Plus de pétrole - 7. Les fesses - 8. Ma maison de rêve - 9. Les pompistes - 10. Tout en glissant - 11. 300 millions.
- 1977 : Le Brassens des Frères Jacques, réf. : LP 33 Tours 30 cm Arion ARN 34.400
- 1979 : Mythologie, réf. : LP 33 Tours 30 cm Arion ARN 34.515 1. Thalie - 2. Psyché - 3. Les quatre vents - 4. Pénélope - 5. La boîte à Pandore - 6. Hermaphro - 7. Les heures - 8. Diane - 9. Bacchus-bourrée - 10. Echo et Narcisse - 11. Les Amazones.

### Éditions CD
Vers 1988, deux compilations de la collection Expression ont été édités.
- 1995 : Les Frères Jacques chantent La Fontaine. Réédition intégrale des enregistrements de 1964. Polygram / Rym Musique. 1995 - n° 1915052 PY 846
- 1996 : Les Frères Jacques, 50 années de chansons. Coffret anthologie de 7 CD + livret de 48 pages. Polygram / Rym Musique. 1996 - n° 1917292 PY 932
- 1996 : Les Frères Jacques chantent les poètes (seul disque du coffret disponible séparément, cf. plus bas), 2 CD + livret de 16 pages, n° 1916162 PY 842
- 1996 : De l'Entrecôte à la Confiture (n° 1917112) et Récital à la Cité universitaire (n° 1917122), enregistrements publics (le récital à la Cité universitaire sera ensuite édité en intégralité en 1997), 2 CD + livret de 20 pages, n° 197132 PY 842
- 1996 : Exercices de style (textes de Raymond Queneau), 1 CD + livret de 28 pages, n° 1917102 PY 839
- 1996 : Les Années Studio (réédition d'enregistrements studio de 1950 à 1973 - 23 titres), 1 CD + livret de 12 pages, n° 1917142 PY 839
- 1996 : Chansons inédites (titres inédits et repiquages d'enregistrements 78 tours de la fin des années 1940), 1 CD + livret de 8 pages, n° 1917152 PY 839
- 1996 : Les Frères Jacques - Chansons Paillardes (réédition intégrale des enregistrements parus sur le disque Chansons roides et vigoureuses en 1965 (nouveaux enregistrements de chansons paillardes). Polygram / Rym Musique. 1996 - n° 19916152 PY 846)
- 1996 : Les Frères Jacques chantent les poètes. Compilation « anthologie » réalisée par Polygram / Rym Musique. 1996 - n° 1916162 PY 842
- 1996 : Les Frères Jacques chantent Prévert. Rassemble tous les titres de Jacques Prévert enregistrés par les Frères Jacques entre 1950 et 1957 en studio, et une version unique du Noël des ramasseurs de neige enregistrée le 14 décembre 1954 pour le film La Rose Rouge, un enregistrement INA de Chansons pour les enfants l'hiver de 1956, et une version en public de Quelqu'un. Le choix ne s'est pas porté sur les enregistrements studio de 1950 (sauf deux titres) mais sur les enregistrements plus récents (1957). Polygram / Rym Musique. 1996 - 19916682 PY 839
- 1997 : Les Frères Jacques à la Cité universitaire (en public) - récital unique (inédit) donné par les Frères Jacques en 1959 à Paris. Podis / Rym Musique. 1997 - n° 1919792 PY 800.
- 1997 : Les Frères Jacques - 2 CD - Compilation Universal / Mercury n° 534 499-2 UN 800.
- 1998 : Récital d'Adieu (en public) - long box 3 CD - 2 CD du concert à la Comédie des Champs Eysées & 1 CD d'extraits du dernier concert au théâtre de Boulogne-Billancourt le 3 janvier 1982 - Polygram / Rym Musique. 1998 - n° 1970372 PY 918.
- 2001 : Les Quatre Jules ou la fesse cachée des Frères Jacques - Chansons paillardes - Réédition fidèle des premiers 78 tours des Frères Jacques. Universal / Rym Musique. 2001 - n° 1984442.
- 2001 : En sortant de l'école. Anthologie de chansons des Frères Jacques choisies pour les enfants. Universal / Rym Musique. 2001 - n° 1978402.
- 2002 : De l'entrecôte à la confiture. Anthologie 3 CD. Universal / Rym Musique. 2002 (sortie le 29 janvier) - n° ?
- 2004 : Les Fesses - Réédition 1973 Arion 2002 - 2004.
- 2004 : La Confiture - Réédition 1975 Arion 2002 - 2004.
- 2004 : Le Brassens des Frères Jacques - Réédition 1977 Arion 2002 - 2004.
- 2004 : Mythologie - Réédition 1979 Arion 2002 - 2004.
- 2005 : La voix le geste - Les Frères Jacques. Anthologie 8 CD. Refonte de l'anthologie de 1996.
- 2005 : Exercices de Style. Reprise intégrale. 1 CD.
- 2005 : 3 CD Anthologie. Les disques Les Frères Jacques chantent les poètes, Chansons inédites et les années studio ont disparu et ont été remplacés par un choix de chansons du répertoire des frères Jacques pioché dans des enregistrements studio et en public de leur discographie originale. Deux ou trois titres d'archives sont apparus.
- 2005 : À la Cité universitaire. 2 CD - enregistrement intégral.
- 2005 : Ce n'est qu'un au revoir. 2 CD - extraits du récital d'adieu à La Comédie des Champs-Élysées (20 tites) et réédition du CD 3 du long box Récital d'adieu contenant des extraits du récital à Boulogne-Billancourt auxquels ont été ajoutés une interview archive des Frères Jacques dans les coulisses du théâtre après le récital. Anthologie réalisée avec les conseils de Paul Tourenne. Universal / Rym Musique. 2005 - n° 3017244.
- 2005 : Double DVD Les Frères Jacques. Universal / Rym Musique. n° 301706 3. 2005. L'un des DVD comprend leur récital d'adieu, filmé à Lausanne le 19 février 1982 (donné quelques semaines après leurs adieux officiels en janvier 1982, ce fut leur dernier récital), et une série de chansons filmée en studio en 1979. L'autre un entretien entre Pierre Tchernia et Paul Tourenne parsemé d'images d'archives. La partie tournée à Lausanne avait déjà été éditée en VHS dans les années 1980. La chanson C'était un mérovingien a disparu dans l'édition en DVD.

### Autres
- 2001 : Les Frères Jacques : Poésie et dérision (Forlane, n° 19199)
- 2001 : Les Frères Jacques (Chansophone, n° 702232. Premiers enregistrements 1949-1950)
- 2003 : Les Frères Jacques, souvenirs (Chansophone, n° 6155312. Contient le récital d'adieu du 2 mars 1982 à la comédie des Champs-Élysées[réf. souhaitée] en intégralité sur 2 CD. Le coffret au format DVD comprend un petit livret)
- 2004 : Les Exercices de Style de Raymond Queneau (EPM, collection littérature, n° 985572. Réédition des 22 exercices de style).
- 2004 : De sacs et de cordes de Léo Ferré (Le Chant du Monde. Les Frères Jacques interprètent la chanson Les Douze)
- 2005 : Les Frères Jacques. Wagram Music. n° 3104822. 2005. Comprend les titres : Complainte mécanique, Les Halles de Paris, En ce temps-là, Papa peint dans les bois, Voilà les footballeurs (titres en version studio, jamais parus en CD)
- Chez Naïve, diffusé par Actes Sud les 3 pièces de théâtre de Molière :
  - 2003 : Le malade imaginaire - 2003 - 1 CD
  - 2003 : Le bourgeois gentilhomme - 2003 - 2 CD (ils y jouent des rôles de chanteurs et de turcs chantants)
  - 2005 : Le médecin malgré lui - 2005 - 1 CD
- 2008 : Les Frères Jacques. Long box 3 CD - réédition du second long box consacré aux Frères Jacques (paru vers 2002 ?), compilation Universal de titres en studio et en public (sortie le 27 octobre 2008).
- 2010 : Les Frères Jacques - Premiers récitals, Fremeaux et associès, 3 CD.
- 2016 : Les Frères Jacques, double DVD, Ina Editions. Contient le film Paris ébréché (réalisation de Maurice Blettery, décors de Dubout, 1970, couleurs, 1h20), le making of de ce film, une longue interview et une sélection de 50 chansons interprétées sur scène ou à la télévision entre 1956 et 1980
- 2017 : Les Frères Jacques, Les Athlètes de la chanson française, compilation chronologique de 1949 à 1975 de 100 titres sur 5 CD, Mercury Music Group. Contient C'était un mérovingien, inédit en CD.

## Théâtre
- 1949 : Exercices de style de Raymond Queneau, mise en scène Yves Robert, La Rose rouge
- 1958 : La Belle Arabelle opérette de Marc-Cab et Francis Blanche, musique Guy Lafarge et Pierre Philippe, mise en scène Yves Robert, Théâtre de la Porte-Saint-Martin